# ATINOM
L'ATINOM, acronimo di Azienda Trasporti Intercomunali Nord Ovest Milano, è stata un'azienda di trasporto pubblico dell'Altomilanese fondata il 3 maggio 1977 e posta in liquidazione nel 2010.

## Storia
Sorse a seguito degli indirizzi programmati dettati dal Consorzio per il Servizio Trasporti Pubblici a Nord Ovest di Milano fondato nel 29 ottobre 1974 con Decreto del Prefetto della Provincia di Milano. Alla costituzione del consorzio aderivano 18 Comuni del magentino ed abbiatense. Il consorzio pubblico nacque per continuare il servizio trasporto a seguito della fine delle attività della Società Autolinee Rimoldi di Busto Garolfo.
Alla costituzione dell'ATINOM il capitale sociale era diviso tra il Consorzio per il servizio Trasporti Pubblici a Nord Ovest di Milano (85%), il Comune di Busto Arsizio (10%) e l'Amministrazione Provinciale di Milano (5%). Il 27 dicembre 1977 le Autolinee Rimoldi rilasciarono le concessioni di linea alla società.
Nel 1991 l'azienda fu ricapitalizzata arrivando ad un capitale sociale di 2.800.000.000 di lire. Il 31 maggio 1995 fu soppresso il Consorzio e le azioni furono versate agli Enti aderenti. Nel 1999, ad ATINOM, si affiancava, come socio privato, Autoguidovie Italiane.

## Movibus
Alla gara indetta nel 2003 dalla Provincia di Milano per il "Lotto extraurbano 6 - Ovest", ATINOM ha partecipato presentandosi in R.T.I. con ATM e STIE; avendo vinto la gara, le tre aziende hanno costituito la nuova azienda MOVIBUS s.r.l. Le linee già gestite autonomamente da ATINOM e assegnate a MOVIBUS a partire dal 1º luglio 2008 sono le seguenti:
- H 625: Busto Arsizio - Dairago - Busto Garolfo
- H 627: Castano Primo - Busto Garolfo - Legnano
- H 629: Busto Arsizio - Canegrate - Parabiago - Legnano
- H 636: Nosate - Turbigo - Castano P. - Magnago - Legnano
- H 641: Nosate - Magenta - Corbetta
- H 628: Abbiategrasso - S.Stefano Ticino – Busto Garolfo - Legnano (trasferita solo parzialmente)
- H 646: Castano Primo - Cuggiono - Marcallo - Magenta
- H 649: Castano Primo - Milano M.Dorino M1

Tali linee sono state parzialmente modificate e dotate di nuovi codici con prefisso "Z6".
Le linee H231A (Bareggio-Cornaredo-Passirana) e H231B (Milano Bisceglie-Cornaredo-Passirana), classificate "di area urbana", dal 01/01/2011 saranno subappaltate da AutoGuidovie.
Negli ultimi mesi del 2010, l'ATINOM continuava a gestire autonomamente soltanto il servizio urbano di Magenta e le seguenti linee provinciali del "Lotto 5 - Sud-Ovest":
- H 628: S. Stefano Ticino - Corbetta - Abbiategrasso FS (tratta superstite della Legnano-Abbiategrasso)
- H 640: Magenta - Abbiategrasso - Milano Bisceglie M1
- H 800: Motta Visconti - Abbiategrasso FS

Tuttavia, dopo ricorsi e controricorsi, ATINOM ha perso la gestione delle precedenti tre linee, ora controllate dal Consorzio CAL (formato da STAV Vigevano, AirPullman Somma Lombardo, SILA Pavia ed altre imprese)..
Il 21 ottobre 2010, durante l'Assemblea alla presenza dei 39 Comuni soci di Atinom Spa e dell'Assessore provinciale ai Trasporti Giovanni De Nicola, svoltasi presso la Sala Consiliare di Magenta, Atinom Spa è stata messa in liquidazione con il trasferimento al CAL (Consorzio Autoservizi Lombardi).